# Douglas Wheelock
Douglas Harry Wheelock (Binghamton (New York), 5 mei 1960) is een Amerikaanse militair en astronaut. Hij vloog mee met de Spaceshuttle-missie STS-120, die op 23 oktober 2007 de ruimte inging. Het was zijn eerste ruimtevlucht. In totaal heeft hij twee vluchten op zijn naam staan.

## Opleiding en werk
Wheelock behaalde in 1983 een bachelor in de toegepaste natuurwetenschappen en de techniek aan de militaire academie West Point en verkreeg aldaar in hetzelfde jaar de rang van infanterieluitenant.
In 1984 begon hij een opleiding als militair vlieger. Vervolgens doorliep hij allerlei officiersfuncties bij de Amerikaanse luchtmacht (zijn huidige rang is die van kolonel). Uiteindelijk werd hij militair ingenieur op het gebied van geavanceerde wapens. Ook werd hij geselecteerd als testpiloot.
In 1992 behaalde hij een master in de ruimtevaarttechniek aan het Georgia Institute of Technology.
In augustus 1996 werd hij aan de NASA toegevoegd, waar hij als testingenieur van de Space Shuttle aan de slag ging. In augustus 1998 begon hij een twee jaar durende basisopleiding als astronaut. Vervolgens werd hij bij de NASA aangesteld als verbindingsman. Bij zijn werkzaamheden heeft hij veel te maken met de Russische ruimtevaart.